# Mary Weiss (Sängerin)

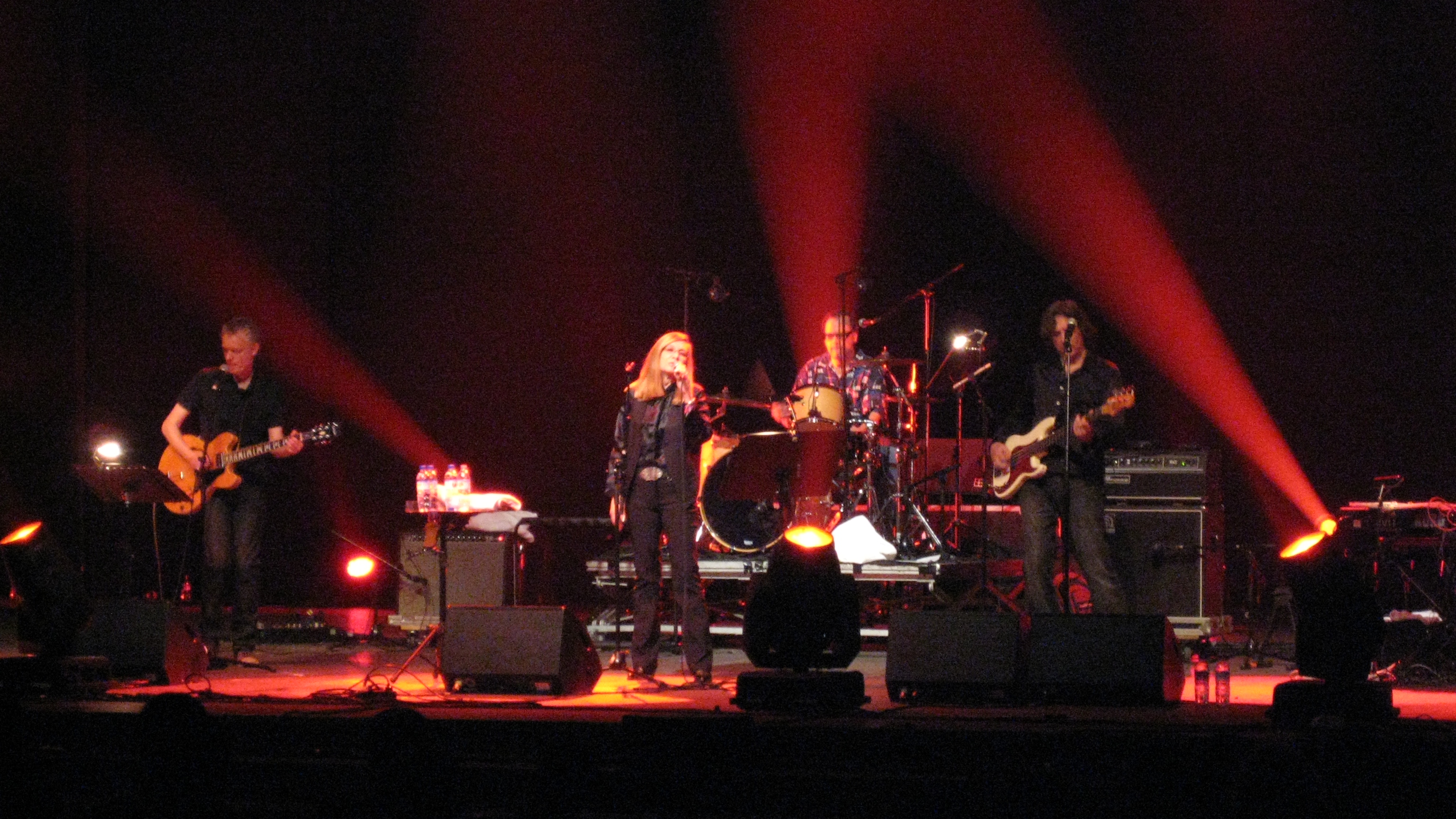
Mary Weiss, 2008

Mary Louise Weiss (* 28. Dezember 1948 in New York City; † 19. Januar 2024 in Palm Springs) war eine US-amerikanische Sängerin. Sie wurde als Frontsängerin der Band The Shangri-Las bekannt, die von 1963 bis 1968 bestand. Nach einer mehrere Jahrzehnte andauernden Pause veröffentlichte sie 2007 ein Soloalbum.

## Leben

### Frühe Jahre
Mary Weiss wurde 1948 im New Yorker Stadtteil Queens als eines von drei Geschwistern von Harry und Elizabeth Weiss (geb. Treubig) geboren. Den ersten Kontakt zur Musik hatte Weiss durch ihren älteren Bruder George, der mit Freunden eine Schulband hatte und aktuelle Popsongs coverte.
Gemeinsam mit ihrer Schwester Elizabeth (die später unter ihrem Spitznamen „Betty“ auftrat) freundete sich Mary Weiss in der Schule mit den Zwillingsschwestern Mary Ann und Marguerite „Margie“ Ganser an, mit denen sie bei lokalen Veranstaltungen als Frontsängerin auftrat.

### The Shangri-Las
1963 wurde die Gruppe während einer Veranstaltung von dem Musikproduzenten Artie Ripp entdeckt. Die Eltern der vier Mädchen, die den Bandnamen The Shangri-Las annahmen, unterschrieben einen Plattenvertrag bei Kama Sutra Records. Nach einigen aufgenommenen Demo-Singles wechselte die Gruppe 1964 zu Red Bird Records. Noch im selben Jahr stand die Girlgroup mit Remember (Walking in the Sand) auf Platz fünf und verzeichnete mit Leader of the Pack anschließend einen Nummer-eins-Hit in den Billboard-Charts; beide Titel erreichten auch in Großbritannien die Top-20. Die Shangri-Las wurden zu einer der führenden Girlgroups der 1960er-Jahre. 1968 löste sich die Band aufgrund von Rechtsstreitigkeiten nach fünf Jahren auf. Diese rechtlichen Probleme verhinderten zudem eine weitere Musikkarriere der Sängerin. Weiss selbst gab in einem Interview mit dem Rolling Stone im Jahr 2007 an, dass ihre Mutter „einige wirklich schlechte Verträge“ für sie unterzeichnet habe.

### Späteres Leben und Solokarriere
Nach dem Ende der Gruppe kehrte Weiss der Musikwelt für mehrere Jahrzehnte den Rücken und arbeitete als Inneneinrichterin und Dekorateurin. Lediglich 1989 kehrte sie mit ihrer Schwester und Margie Ganser für ein einzelnes Konzert in Palisades Park auf die Bühne zurück. Mary Ann Ganser war bereits 1970 gestorben.
2004 kündigte Weiss ihren Job, um fortan wieder Musik zu machen. Im März 2007 erschien mit Dangerous Game ihr erstes Soloalbum, an dem sie bereits seit 2005 gearbeitet hatte. Sie trat danach wieder auf Musikfestivals auf und absolvierte so unter anderem Auftritte in den Vereinigten Staaten, Spanien und Frankreich.